# Černá madona čenstochovská
Černá madona čenstochovská (polsky Czarna Madonna nebo Matka Boska Częstochowska; latinsky Imago thaumaturga Beatae Virginis Mariae Immaculatae Conceptae, in Claro Monte), také známá jako Naše Paní Čenstochovská je uctívaná  ikona představující  Pannu Marii s Ježíškem, která je umístěna v klášteře Jasná Hora v polském městě Čenstochová. 

## Ikona
Kompozice ikony odpovídá tradičnímu pojetí v Ortodoxii a ikona je typu Hodégétria (z řeckého Οδηγήτρια, tj. Ta, která ukazuje cestu). Maria na ikoně odvádí pozornost od sebe a pravou rukou ukazuje na Ježíše jako na zdroj spásy. Dítě na oplátku natahuje pravou ruku směrem k divákovi v požehnání, zatímco v levé ruce drží knihu evangelií. Maria je zobrazena v rouchu s motivy fleur-de-lis.

## Historie

### Tradice sv. Lukáše
Podle legendy byla ikona napsána apoštolem evangelistou svatým Lukášem na cedrové desce stolu domu Panny Marie v Nazaretu. Ve stejné legendě se praví, že obraz nalezla císařovna svatá Helena roku 326 v Jeruzalémě a přivezla do Konstantinopole. 

### Příjezd do Čenstochové
V nejstarších dokumentech z Jasné Hory se praví, že obraz cestoval z Konstantinopole přes městečko Belz a dostal se do vlastnictví knížete Vladislava II.Opolského, rádce polského a uherského krále Ludvíka I. z Anjou. Slavný příběh vypráví, že koncem srpna roku 1384 projížděl Vladislav městem Čenstochová, když náhle jeho koně stanuli a odmítali jít dál. Na pokyn ve snu zanechal kníže ikonu na Jasné Hoře. Podle historiků pochází ikona z Byzance.

### Královna a ochránkyně Polska
V srpnu roku 1382 byl farní kostel na kopci převeden do rukou paulínů, žebravého poustevnického řádu založeného ve 13. století v Uhersku. Černá Madona Čenstochovská zázračně zachránila klášter v Jasné Hoře od švédské invaze. Obležení Jasné Hory se odehrálo v zimě roku 1655, kdy se Švédové chystali klášter dobýt. Sedmdesát mnichů a 180 dobrovolníků z řad polské šlechty zadrželo 4000 Švédů po dobu 40 dní, zachránilo posvátnou ikonu a změnilo průběh války. Tato událost přiměla krále Jana II. Kazimíra Vasu svěřit Polsko-litevskou unii pod ochranu Panny Marie a prohlásit ji za Královnu Polska ve lvovské katedrále dne 1. dubna 1656 a ikona Černé Madony Čenstochovské se tak stala paládiem celého Polska. 

### Vzhled Černé Madony
Dva šrámy na tváři Černé Matky Boží způsobili mečem husité, kteří roku 1430 vtrhli do paulinského kláštera v Jasné Hoře a svatostánek vyplenili. Zlaté lilie (fleur-de-lis) namalované na modrém závoji Panny Marie jsou totožné s heraldickým azurem semée de lis neboli s francouzským královským erbem a jsou nepřímým důkazem, že ikona byla přítomná v uherských zemích za vlády králů dynastie Anjou.

## Úcta
Černá Madona Čenstochovská patří k nejuctívanějším svatyním Polska a na její svátek 26. srpna, ustanovený roku 1904 papežem Piem X., se k ní konají z mnoha míst každým rokem pěší poutě. Jasnohorská bazilika se od roku 1906 honosí titulem basilica minor, je zde pokladnice, večeřadlo, kruchta a kaple sv. Antonína. Klášter je schován za hradbami, nad nimiž se vypíná 106 metrů vysoká věž. Klášter na Jasné Hoře navštíví každoročně kolem tří milionů poutníků z Polska i z celého světa.
Jako předmět úzce spojený s Poláky se objevuje v uctivě parodické povídce Vinohradský plochodrážník, nejen jako výzdoba balonu polského vzduchoplavce a následně ve své dřevěné podobě na prsou hlavní postavy při plochodrážních závodech na břevnovské Markétě v knize PhDr. Zdeňka Stejskala (* 1959) Královských Vinohrad báje naturelní, ovšem vzhledem k jazykovému pokusnictví knihy v podivné českopolské podobě, jako Panenka Maria z Čenstochówy, či půvabná Maruška Čenstochówa.